# Hans Richter (calciatore)
Hans Richter (Olbernhau, 14 settembre 1959 – Groß-Gerau, 25 marzo 2023) è stato un calciatore tedesco orientale dal 1990 tedesco, di ruolo attaccante.

## Palmarès

### Club

#### Competizioni nazionali
- Coppa della Germania Est: 2

Lokomotive Lipsia: 1985-1986, 1986-1987

#### Competizioni internazionali
- Coppa Piano Karl Rappan: 1

Karl-Marx-Stadt: 1990